# Ariruma Kowii
Wankar Ariruma Kowii Maldonado, antes Jacinto Conejo Maldonado (Otavalo, 4 de agosto de 1961) es un escritor, poeta y dirigente indígena ecuatoriano de nacionalidad kichwa.
Es considerado uno de los poetas más importantes que escriben en kichwa.[cita requerida] Estudió ciencias sociales y políticas en la Universidad Central del Ecuador. Escribe también para el diario quiteño Hoy.
Su colección de poemas kichwas Mutsuktsurini publicada en 1988 fue uno de los primeros libros en el Ecuador exclusivamente escritos en kichwa.
El 22 de agosto de 2007 fue nombrado subsecretario de Educación de los Pueblos Indígenas de Ecuador en el Ministerio de Educación, responsable para el Diálogo Interculural. Defiende la decisión del presidente Rafael Correa de colocar la educación intercultural bilingüe bajo la autoridad del gobierno afirmando que la "dirigencia indígena de CONAIE intentó adoctrinar a los estudiantes para que siguieran la línea de acción política trazada por la organización".
Ariruma Kowii es hermano del alcalde de Otavalo, Mario Conejo Maldonado.

## Obras
- Mutsuktsurini, 1988
- Tsaitsik: poemas para construir el futuro (edición bilingüe), 1993
- Diccionario de nombres quichuas, 1998.